# 26689 Smorrison
26689 Smorrison è un asteroide della fascia principale. Scoperto nel 2001, presenta un'orbita caratterizzata da un semiasse maggiore pari a 2,5190912 UA e da un'eccentricità di 0,0185631, inclinata di 4,52296° rispetto all'eclittica.